# Louis Harlet
Louis Harlet, né le 15 août 1772 à Broyes dans la Marne et mort le 2 mars 1853 à Sézanne dans le même département, dans sa maison du Champ-Benoist, est un général français de la Révolution et de l’Empire. Fils de Louis Ferdinand Harlet, notaire, et de Jeanne Marie Caritte, il est le troisième d'une famille de neuf enfants.

## Biographie

### Sous la Révolution et le Consulat
Louis Harlet entre en service le 4 septembre 1791, comme lieutenant au 3e bataillon de volontaires nationaux de la Marne, et il passe le 28 mai 1793 au 8e bataillon de volontaires nationaux d'Orléans, qui sera incorporé à la 64e demi-brigade de deuxième formation. Il est nommé capitaine le 1er juin 1793, et il est blessé d’un coup de feu à la jambe gauche le 22 décembre 1793, à la bataille de Savenay. En 1797, il est affecté à l’armée d’Italie, et il est blessé le 27 novembre 1798, d’un coup de feu au bras gauche au combat de Terni. Il se distingue à la prise de Capoue le 10 janvier 1799, et à la prise de Naples le 23 janvier 1799. De 1800 à 1804, il sert à l’armée de l’Ouest et à l’armée des Côtes de l’Océan.

### Premier Empire
Il est fait chevalier de la Légion d’honneur le 6 août 1804. Le 30 août 1805, il est nommé chef de bataillon aux grenadiers à pied de la Garde impériale, et le 16 février 1807, il rejoint le Régiment des fusiliers-grenadiers de la Garde impériale. En 1808, il participe à la campagne d’Espagne, et il est élevé au grade d’officier de la Légion d’honneur le 4 septembre 1808. Le 6 juillet 1809, il est affecté au 1er régiment de grenadiers à pied de la Garde impériale, à l’armée d’Allemagne. Il est créé baron de l’Empire le 15 mars 1810. Il est nommé major le 24 juin 1811, au 2e régiment de grenadiers à pied de la Garde impériale, et il participe à la campagne de Russie. 

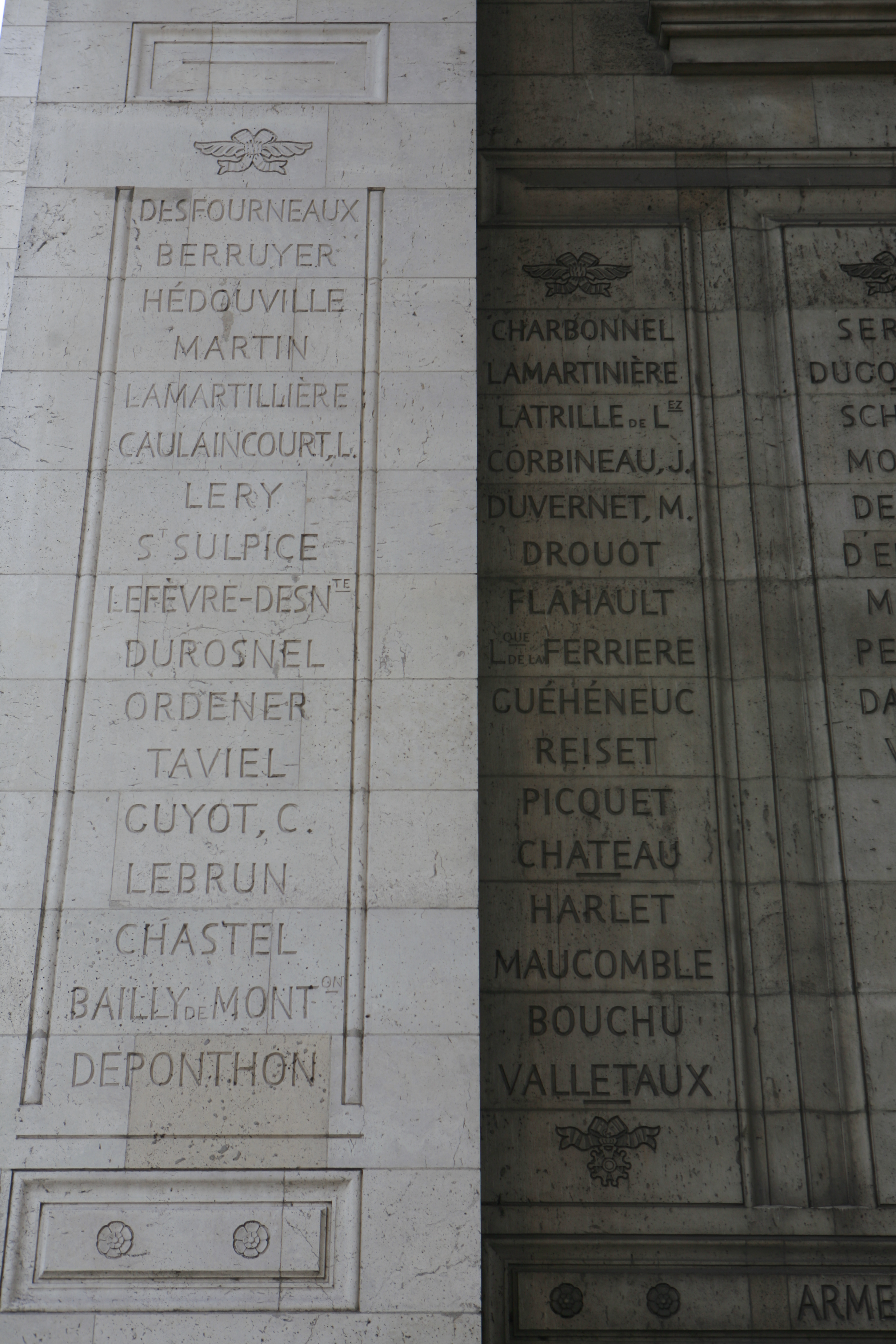
Noms gravés sous l'arc de triomphe de l'Étoile : pilier Ouest, 31e et.

Il est promu général de brigade le 13 avril 1813, il fait la campagne de Saxe à la tête de la 2e brigade d'infanterie de la 19e division du général Rochambeau. Il est nommé commandeur de la Légion d’honneur le 28 septembre 1813. Blessé grièvement au pied droit par un boulet le 18 octobre 1813, il est fait prisonnier le 19 octobre à la bataille de Leipzig. De retour en France le 1er juillet 1814, il est fait chevalier de Saint-Louis par le roi Louis XVIII le 20 août 1814, et il est mis en non activité le 1er septembre 1814. Le 19 mai 1815, il est nommé colonel-major du 4e régiment de grenadiers à pied de la Garde impériale, il est blessé d’un coup de feu à la cuisse droite à la Bataille de Waterloo le 18 juin 1815. Le 1er août 1815, il rejoint le 3e régiment de chasseurs à pied de la Vieille Garde par ordre du maréchal Davout, ministre de la Guerre. Il est compris dans le licenciement général de l’armée le 1er octobre suivant.

### Sous la monarchie
Il est mis en non-activité le 1er février 1816, et il est admis à la retraite le 16 février 1825. Lors de la Monarchie de Juillet, il est réintégré dans l’armée, et le 4 avril 1831, il prend le commandement des places de Stenay et de Montmédy. Le 4 août 1831, il commande la 1re brigade de la 1re division d’infanterie de l’armée du nord et assiste à la prise de la citadelle d'Anvers, il raccompagne David Chassé, prisonnier de guerre à Paris en récompense il est fait grand officier de la Légion d’honneur le 9 janvier 1833, et commandeur de l'ordre de Léopold. Il est admis à la retraite le 16 novembre 1834.
Son nom est gravé sous l'arc de triomphe de l'Étoile, pilier Ouest, 32e colonne.
Louis Harlet est inhumé à Sézanne.

## Dotation
- Le 1er février 1808, donataire d’une rente de 6 000 francs sur le Mont de Milan.

## Armoiries
| Figure | Nom du baron et blasonnement |
| ------ | --- |
|        | Armes du baron Louis Harlet et de l'Empire, lettres patentes du 4 juin 1810, grand officier de la Légion d'honneur Écartelé au premier d'argent au lion assis d'or ayant la patte sur une ruche d'argent, au second et troisième, de gueules à trois lance en pal, d'argent surmonté d'un casque de profil d'or et soutenu d'une champagne de sinople avec une lance d'argent senestré d'un casque retourné d'or, au quatrième d'azur au volcan d'or enflammé de gueules et crachant de sable et projetant des pierres d'argent. |